# 96각간의 난
96각간의 난(九十六角干의亂)은 768년 7월에 일어난 신라 귀족들의 난이다.
각간은 신라의 17관등 중 최고직인 이벌찬(伊伐飡)으로, 96각간은 96명의 각간들이 아닌 난에 참여하거나 진압한 이들을 합한 수로 추정된다.
혜공왕이 8살에 왕이 되자 만월부인이 대신 정사에 참여했으며, 이때 불만을 품은 일길찬 대공(大恭)과 그의 동생 대렴(大廉) 등의 여러 귀족들이 전국적으로 난을 일으켰다. 기록에 따라 33일, 또는 3개월, 3년 동안 난이 지속되었다고 하며, 종국에는 반란군들은 관군에게 패하고 대공 등의 반란과 관련된 자들은 정규군에 의해 대규모로 숙청되었다고 한다.

## 참고 자료
- 《삼국사기》
- 《삼국유사》
- 《신당서》